# Ctesibius eumolpoides
Ctesibius eumolpoides är en skalbaggsart som beskrevs av Champion 1897. Ctesibius eumolpoides ingår i släktet Ctesibius och familjen Artematopodidae. Inga underarter finns listade i Catalogue of Life.